# Campo Arañuelo
Le Campo Arañuelo est une comarque espagnole de la province de Cáceres (Communauté autonome d'Estrémadure). Le chef-lieu de cette région naturelle est Navalmoral de la Mata, qui a 17 000 habitants (en 2007), et est aussi le district judiciaire et la ville commerciale de toute la contrée.

## Présentation
Elle est formée de 21 communes, en général des petits villages, sauf Navalmoral de la Mata. La superficie totale de la comarque est de 1 491 km2 et sa population s´élève à 37 644 habitants (en 2007).

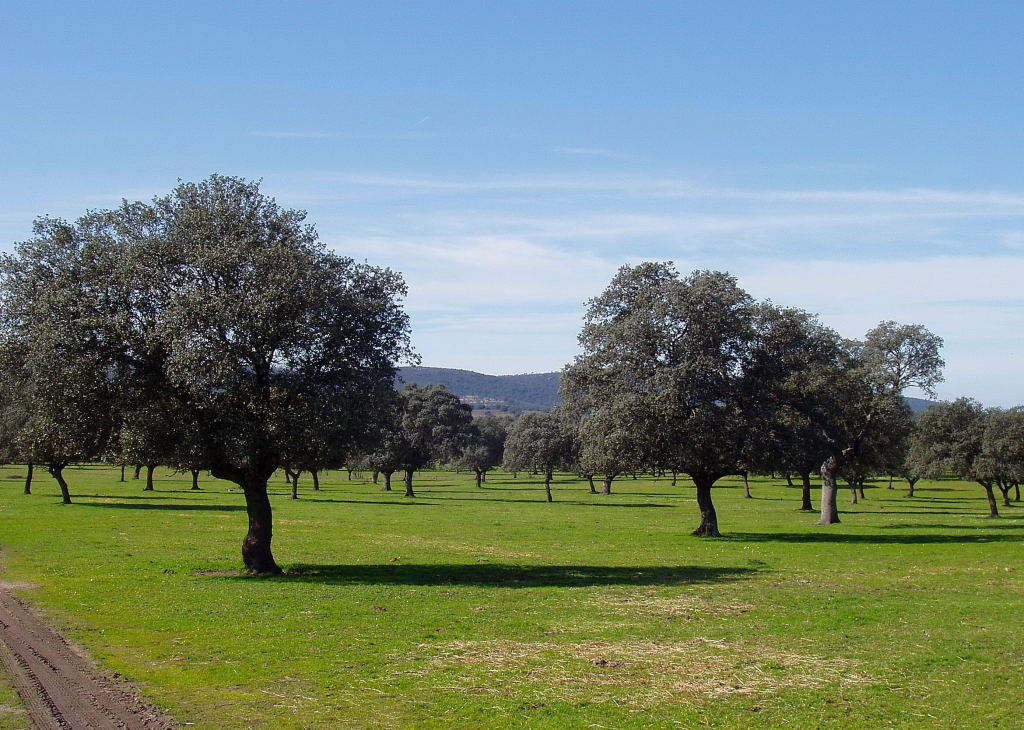
Dehesas (forêts claires de chênes-verts), paysage omniprésent dans le Campo Arañuelo

Géographiquement, il s´agit, essentiellement, d´une vaste plaine, séparée au nord par l´imposante sierra de Gredos, dans laquelle dominent les grandes étendues de dehesas.
Elle est limitée au sud par le Tage, les petites sierras de Miravete et les comarques de Los Ibores et La Jara. Au nord, la rivière Tiétar la sépare de la comarque de La Vera et de la sierra de Gredos. À l´ouest se trouve la sierra de Serrejón, le Parc national de Monfragüe et la comarque de Tierra de Plasencia, à l´est la province de Tolède, (Communauté autonome de Castille-La Manche). Le Campo Arañuelo est historiquement lié à la ville de Plasencia.
Le climat méditerranéen continental, à tendance sèche, domine dans la région.
La région vit en général de l´agriculture et de l´élevage. Le tabac est produit en abondance (bien que son avenir n´est pas très prometteur) dans les communes baignées par les eaux du Tiétar: Talayuela et ses nombreux hameaux (La Barquilla, El Centenillo, Santa María de las Lomas …) Casatejada (avec ses maisons agricoles de Baldío). Tous les élevages sont pratiqués : bovin (viande) ovin (viande, lait), caprin (fromages) et porcin (jambons: Jamón Serrano, jamón ibérico, chorizo, charcuterie du porc). Il y a de nombreuses ganaderias dans les grandes extensions de dehesas (forêts claires de chênes verts ou yeuses et de chênes-lièges).
À Almaraz s´élève une centrale atomique importante à deux réacteurs.

## Communes du Campo Arañuelo
- Almaraz
- Berrocalejo

Les 21 communes du Campo Arañuelo, dont le chef-lieu est Navalmoral de la Mata

- Belvís de Monroy: château, murailles et forteresse de la fin du XIIIe siècle. Colonne juridictionnelle gothique (en esp. rollo jurisdiccional)
- Bohonal de Ibor: ruines romaines d´ Augustóbriga. Temple romain du IIe siècle apr. J.-C. s´élevant sur la rive gauche du Tage.
- Casas de Miravete
- Casatejada
- El Gordo: lieu de séjour d´importantes colonies de cigognes blanches
- Higuera de Albalat
- Navalmoral de la Mata
- Peraleda de la Mata: important dolmen préhistorique. Le dolmen de Guadalperal est situé à 5 km de Peraleda, au bord des eaux du réservoir de Valdecañas sur le Tage (il n´est visible dans sa totalité qu´au cours des basses eaux). Il s´agit d´un monument mégalithique préhistorique qui date du IIIe au IIe millénaire av. J.-C.
- Romangordo
- Rosalejo
- Saucedilla: église gothique du XVIe siècle, avec éléments renaissants et maniéristes
- Serrejón: une partie du territoire de la commune appartient au parc national de Monfragüe
- Talayuela: importante production de tabac
- Toril
- Valdecañas de Tajo: grand barrage et réservoir sur le Tage
- Valdehúncar

## Galerie

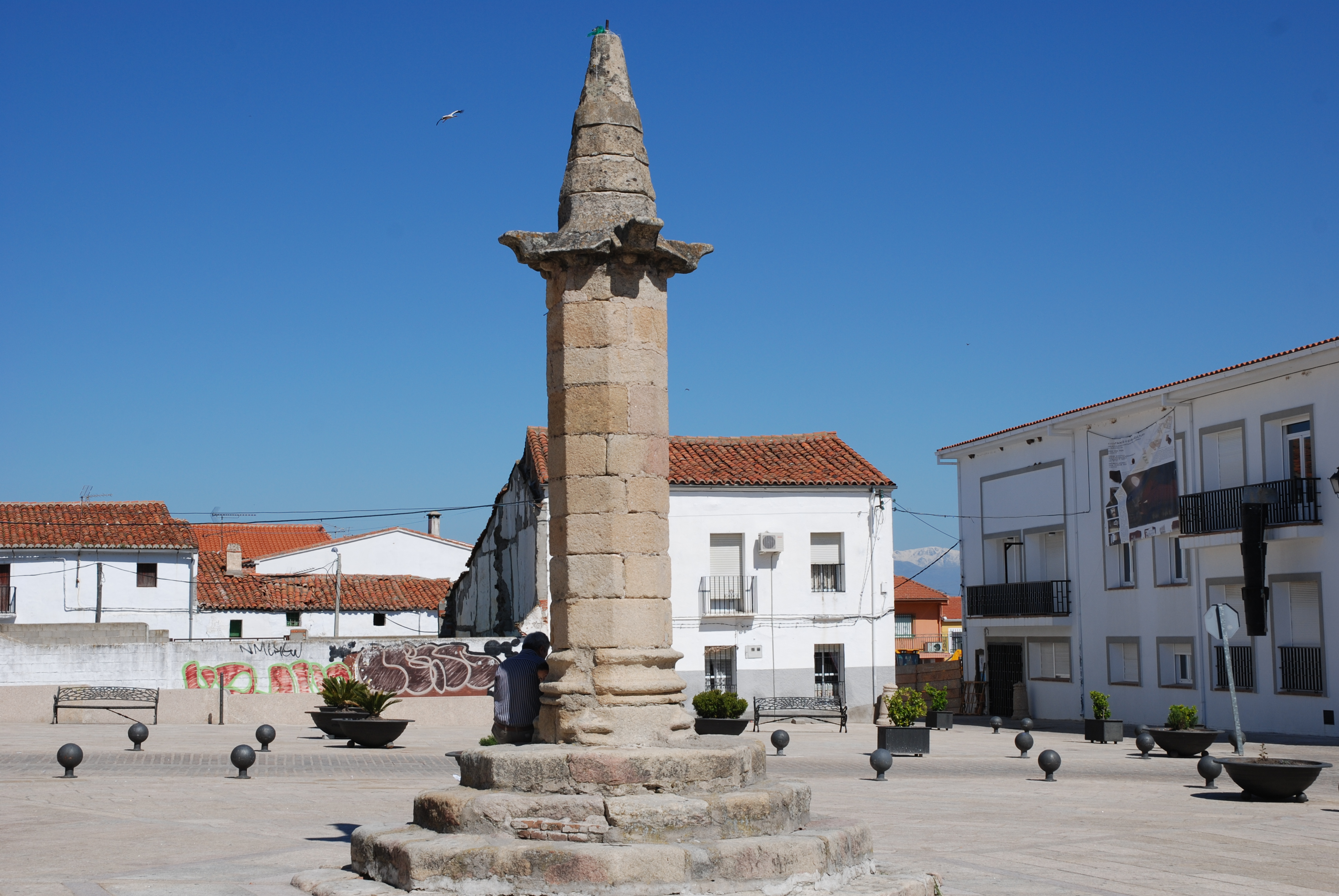
Colonne juridictionnelle d´Almaraz (XVIIe siècle)
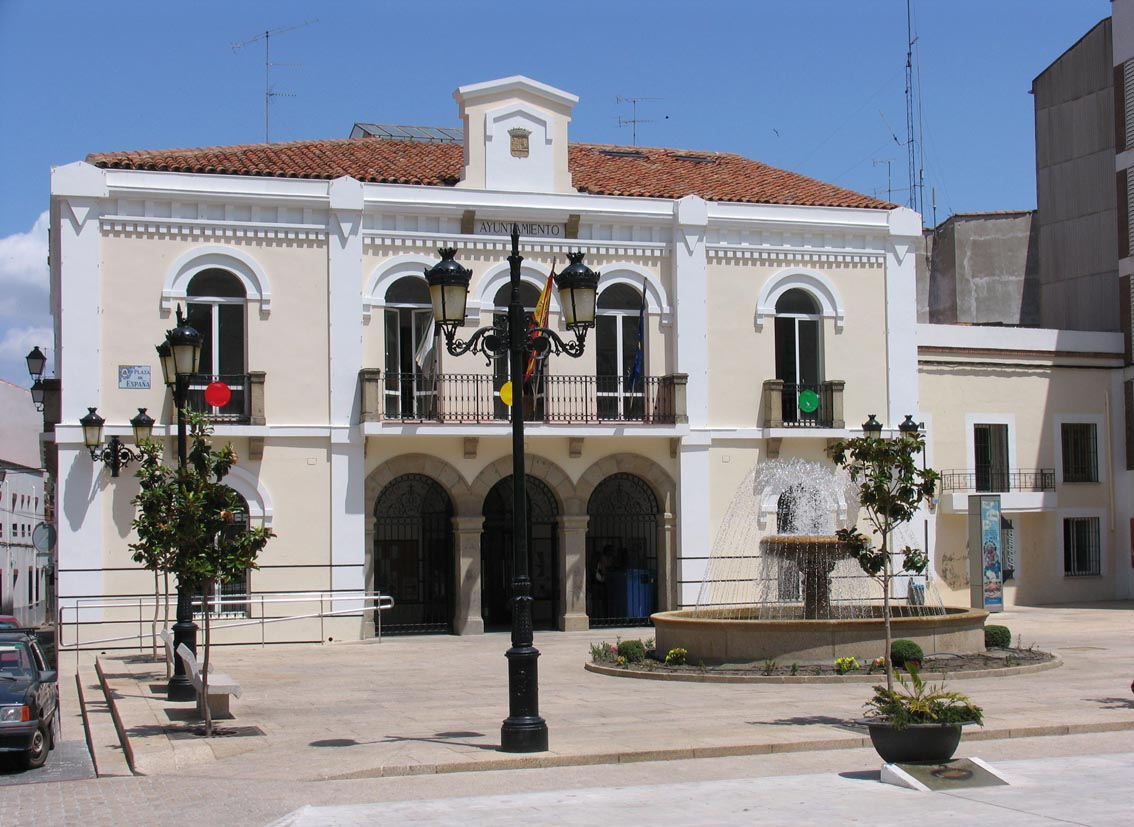
Mairie de Navalmoral de la Mata
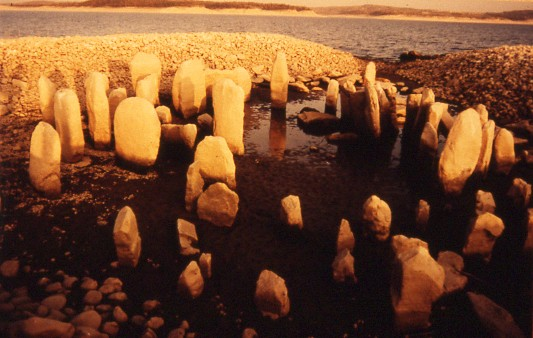
Dolmen préhistorique de Guadalperal (commune de Peraleda)
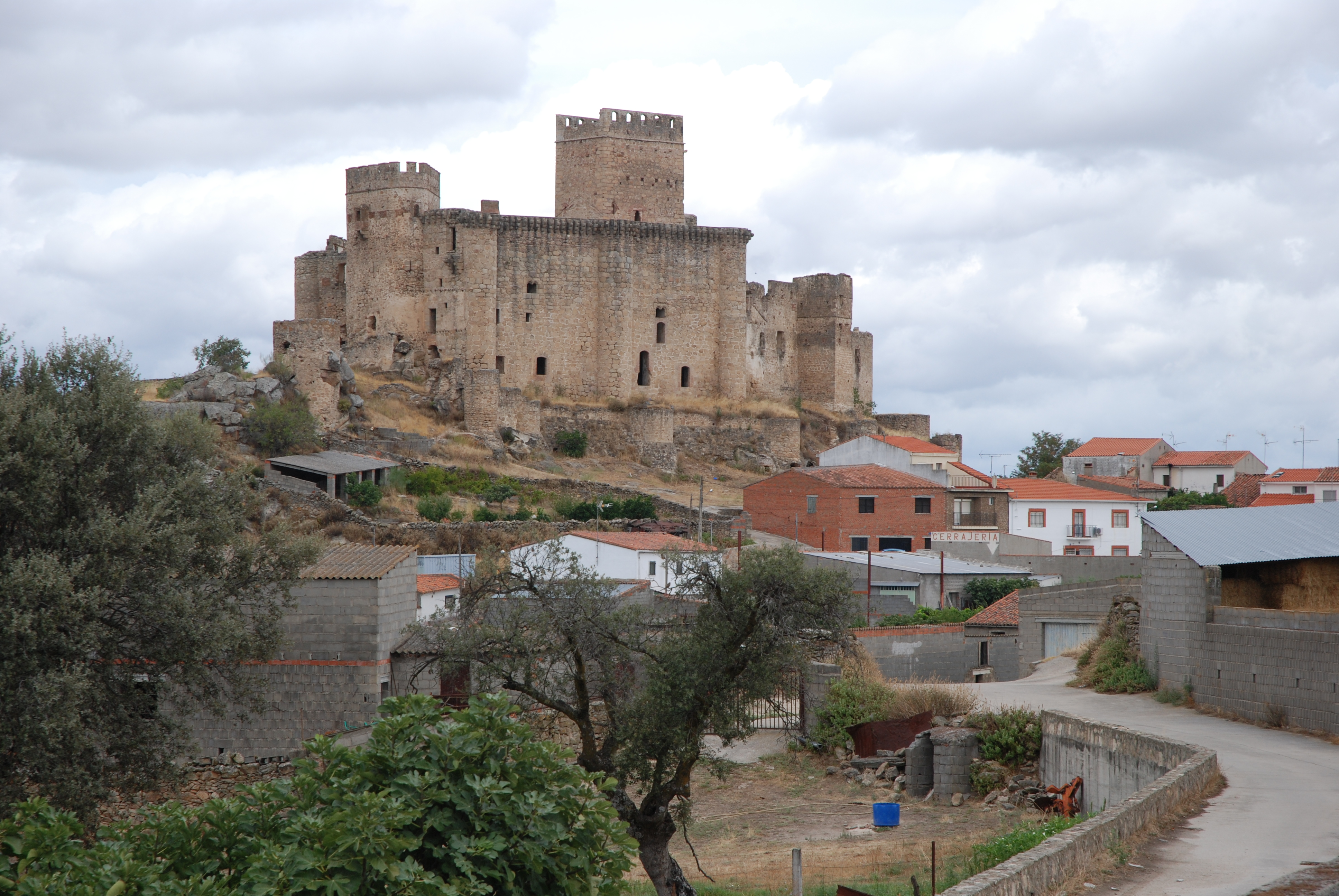
Château de Belvís de Monroy
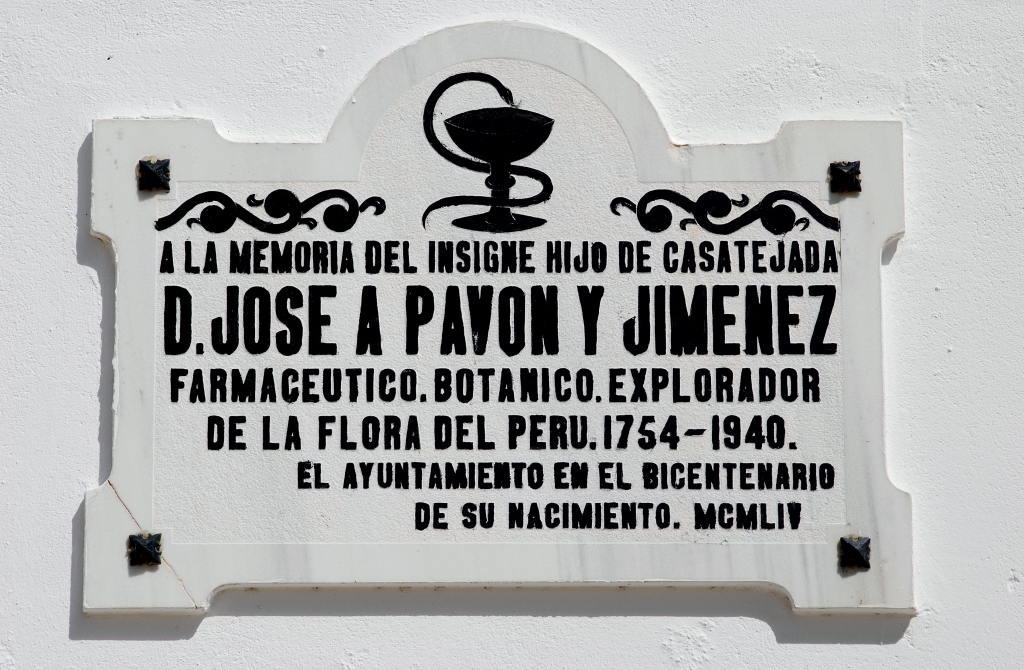
Plaque rendant hommage au grand pharmacien, botaniste et explorateur illustré José Antonio Pavón, né à Casatejada